# 銀龍飲食

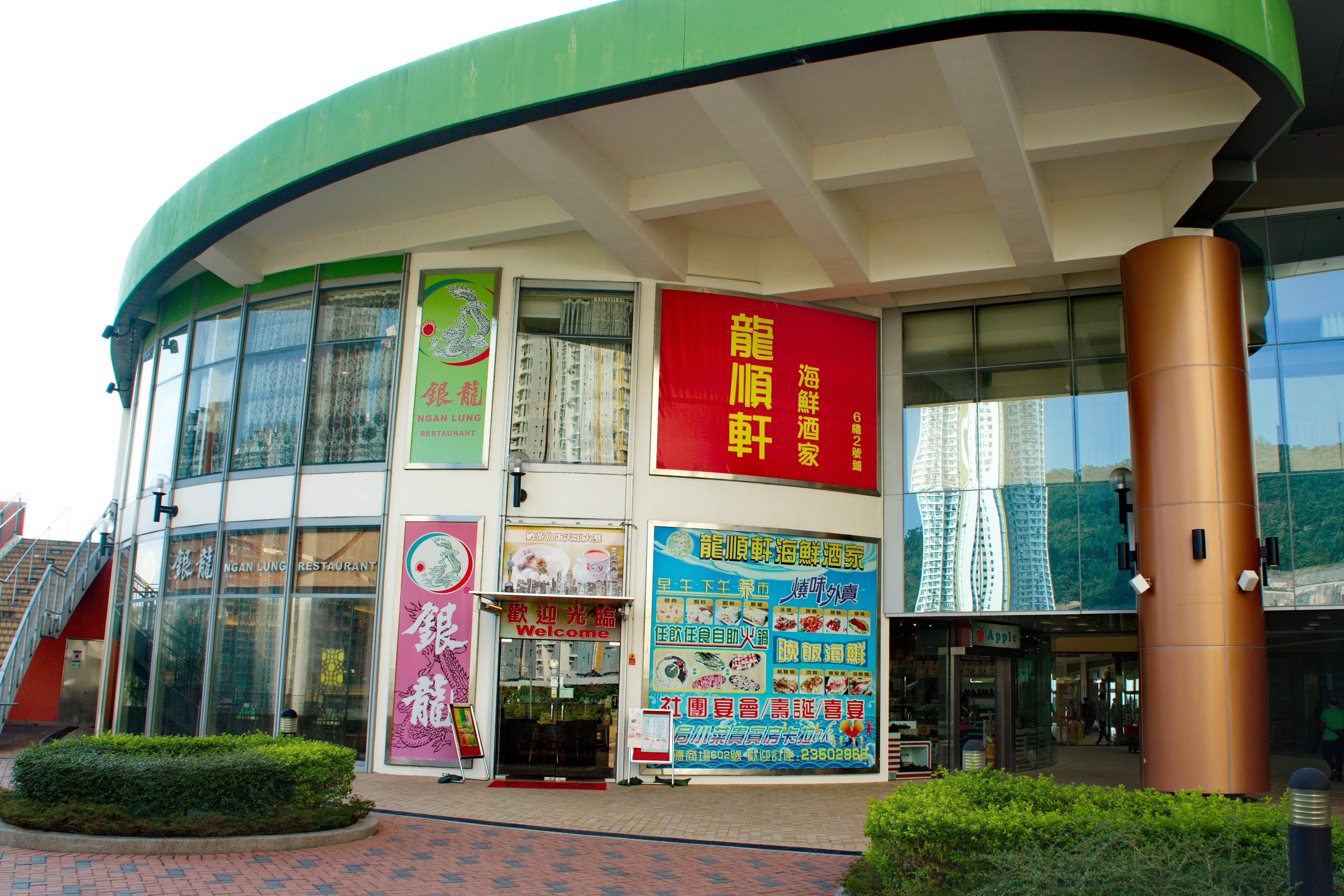
銀龍餐廳於彩德商場的分店（現已搬遷）

銀龍飲食集團有限公司（英語：Ngan Lung Restaurant Limited），是香港著名的連鎖茶餐廳集團，設有26間茶餐廳及1間麵包店。銀龍的食品種類繁多，大部分香港茶餐廳的食物都有供應，其奶茶特別著名。品牌包括銀龍粉麵茶餐廳、銀龍茶餐廳、茶魚飯后及麵包專門店。集團執行董事為鄧秉雄。

## 歷史
- 於1963年劉榮坡父親於在東頭村開設前銀龍粉麵茶餐廳 ——銀龍冰室
- 1984年東頭村清拆重建，遷往樂富美食亭
- 1990年於荃灣眾安街140號開設第一間銀龍粉麵茶餐廳
- 1994年於荃灣眾安街22號首創全港第一間二十四小時通宵營業之茶餐廳
- 數年間荃灣擴充至八間分店
- 於1994年在旺角開設荃灣以外之分店
- 2007年開設新品牌 ──「茶魚飯后」
- 2013年1月24日旺角西洋菜街59號地下銀龍粉麵茶餐廳被加租由90多萬至200多萬元，農曆新年後便要結業。搬往尖沙咀加拿分道4-6號的地庫舖位繼續營業。[2]

## 外部連結
- 銀龍飲食集團有限公司 （页面存档备份，存于）